# Mihail Formuzal

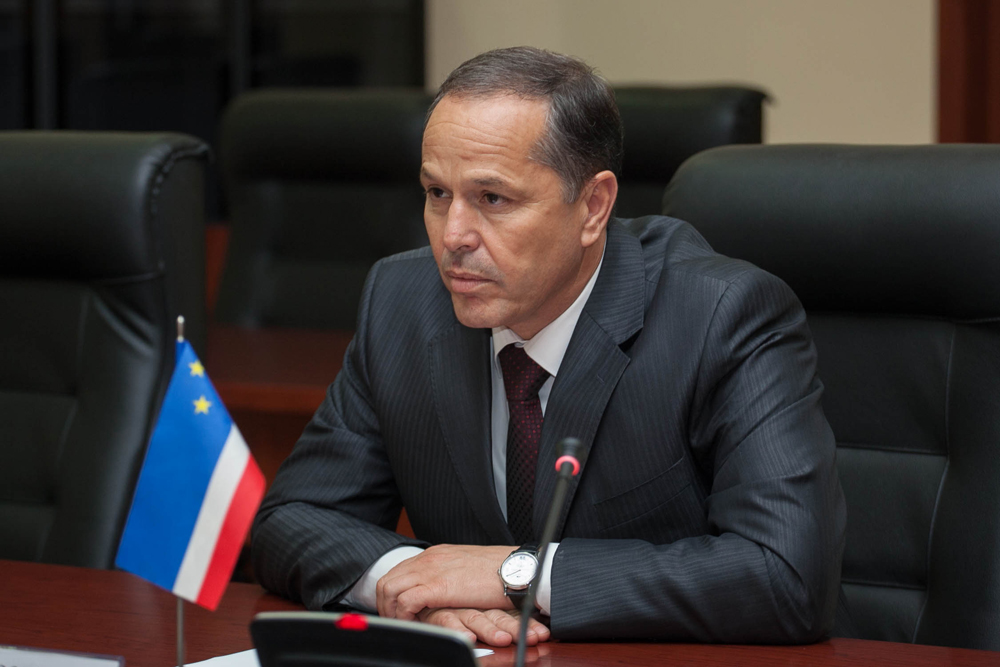
Mihail Formuzal

Mihail Formuzal (russisch Михаил Макарович Формузал/Michail Makarowitsch Formusal; * 7. November 1959 in Beșghioz bei Ceadîr-Lunga, Moldauische SSR) ist ein moldauischer Politiker und war von 2006 bis 2015 Regierungschef („Başkan“) des autonomen Gebietes Gagausien. Er löste in dieser Funktion Georgiy Tabunşçik ab, bei den Wahlen 2015 trat er nicht mehr an und wurde von Irina Vlah abgelöst.

## Biographie
Vor seiner politischen Karriere bekleidete Formuzal 15 Jahre lang verschiedene Positionen in der sowjetischen Armee und wurde 1994 im Rang eines Majors in den Ruhestand versetzt.
Formuzal studierte in Genf und ist ethnischer Gagause. Zwischen 1995 und 1998 studierte Formuzal an der Akademie für öffentliche Verwaltung der Republik Moldau. Von 1999 bis 2006 war er Bürgermeister der Stadt Ceadîr-Lunga im Süden Moldaus.
Politisch unterstützt er eine engere Bindung an Russland sowie weitere Autonomierechte für Gagausien. Seit 2011 leitet er die von ihm gegründete Partei der Regionen Moldaus.
Formuzal ist verheiratet und hat drei Kinder. Sein Sohn studierte an der Justus-Liebig-Universität Gießen.